# Thinornis novaeseelandiae
Thinornis novaeseelandiae là một loài chim trong họ Charadriidae.
Đây là loài đặc hữu của New Zealand. Từng hiện diện ở tất cả xung quanh bờ biển New Zealand, nó bây giờ bị giới hạn ở một vài hòn đảo ngoài khơi. Nó là một trong những loài chim biển hiếm nhất thế giới: dân số khoảng 200 cá thể.